# Ochlerotatus bejaranoi
Ochlerotatus bejaranoi is een muggensoort uit de familie van de steekmuggen (Culicidae). De wetenschappelijke naam van de soort is voor het eerst geldig gepubliceerd in 1960 door Martinez, Carcavallo & Prosen.